# Batalla de l'Alcora

## Antecedents
La rebel·lió va esclatar després de la convocatòria de les Corts el 20 de juny de 1833 quan el pretendent don Carles, refugiat a Portugal es va negar a jurar lleialtat a Maria Cristina de Borbó-Dues Sicílies i l'1 d'octubre, recolzat per Miquel I de Portugal va el seu dret al tron. A Morella Rafael Ram de Viu Pueyo va proclamar rei a Carles V el 13 de novembre, tot i que va ser ocupada per forces liberals el 10 de desembre, i a la mort de Ram de Viu Manuel Carnicer va assumir la prefectura militar de l'exèrcit carlí al Baix Aragó i el Maestrat. L'execució de Carnicer va ocasionar l'assumpció del comandament del front per Ramon Cabrera. A la primavera de 1836, aquest ja comandava 6.000 homes i 250 cavalls que operaven a l'entorn de Cantavella, que va fortificar i es va convertir en el centre d'operacions, amb una presó, fàbrica d'artilleria i dos hospitals.
Cabrera es va afegir a l'Expedició Gómez per intentar prendre Madrid, deixant afeblit el Maestrat, i un cop superat el període de paralització de l'exèrcit causat pel Motí de la Granja de San Ildefonso, es va nomenar Evaristo San Miguel com a comandant de l'exèrcit del Centre, que va capturar Cantavella, recuperada el 24 d'abril de 1837, quan la seva guarnició es va rendir en un atac simultani dels carlins a Cantavella, Sant Mateu i Benicarló. El 31 de gener de 1838, procedent de Benicarló, entrava Ramon Cabrera a Morella i a continuació queien Calanda, Alcorisa i Samper.
El 9 de febrer Cabrera posà setge a Gandesa però el 24 de febrer ordenà al coronel Juan Cabañero que abandonés el setge i sorprendre Saragossa, que suposaria la ràpida presa de tot l'Aragó, la connexió dels fronts català i navarrès, i la de tot Espanya al nord de Madrid. El 3 març van sortir de Gandesa uns tres-cents genets de la Cavalleria de Tortosa, manada pel coronel José Lespinace, i entre 2.200 i 3.000 infants a les ordres del brigadier Cabañero que van assaltar Saragossa però els saragossans van llançar-se en massa al carrer i lluitar contra els invasors, que van fugir.
La partida de Francesc Tallada i Forcadell perseguida per les províncies de Múrcia i Albacete, fins a ser desfeta el mes de març de 1838 pel brigadier Amor, Amb el setge de Llucena que havia establert Forcadell en marxa, el general Emilio Borso di Carminati va preparar un exèrcit de socors de set batallons, cinc esquadrons de cavalleria i tres peces d'artilleria, i es va dirigir a L'Alcora, on Ramon Cabrera havia preparat les defenses per interceptar-lo, atrinxerant-se amb quatre batallons a l'ermita de Sant Cristòfol.

## Batalla
El 21 de març de 1838 Emilio Borso di Carminati va atacar les posicions carlines a Sant Cristòfol, i aquests es van anar retirant progressivament cap a Gascó i Malpaset, on preparaven una emboscada, però Borso va endevinar la maniobra i va dirigir-se cap a Figueroles per arribar a Llucena, però fou interceptat pels carlins, que de nit van atacar amb morters el campament, i després de combatre acarnissadament en 22 de març, de nit Borso va ordenar la retirada.

## Conseqüències
El 4 d'abril Ramon Cabrera aixecà el setge de Llucena. però a continuació queien Calanda, Alcorisa i Samper.
Després del fallit assalt a Alcanyís, la vila va quedar bloquejada i aïllada fins al final de la guerra, i Ramon Cabrera va seguir expandint el seu territori, derrotant els liberals a l'Acció de Maella i ocupant tot el territori fins a la conca del Jalón i Calataiud, però amb la signatura del Conveni de Bergara l'agost de 1839, Cabrera es va veure aïllat i encerclat per les forces liberals, que a final de 1839 havien muntat una línia de fortificacions des d'Alcanyís a Castel de Cabra, per incomunicar i assetjar una a una les posicions carlines: Espartero pren Segura el 27 de febrer i poc després Castellote mentre des del sud O'Donnell ocupà Aliaga, Alcalá de la Selva, i finalment Cantavella l'11 de maig. Perduda Morella, Cabrera va creuar l'Ebre arribant a Berga, havent de fugir a França el mes de juliol.